# Волость Коло
Волость Коло  — территориальное деление (волость) в Новгородской Республике.
Первое упоминание к ней относится к XIII веку. Последнее упоминание к волости относится к XV веку.
Волость Коло и Волость Тре приблизительно разделялись линией между островом Кильдин и мысом Турий Турийского полуострова. Волость Коло находилась западнее линии, от которой к востоку располагалась Волость Тре.